# 완도타워
완도타워(Wando Tower)는 전라남도 완도군 완도읍 장보고대로 330 동망산 정상 부근 다도해일출공원(면적 53,000여m²)에 건설된 76m 높이의 전망탑이다. 지상2층과 전망층으로 구성되어 있다.

## 개요
2008년 9월에 준공된 완도타워는 다도해의 환상적인 일출과 일몰을 한눈에 바라볼 수 있고, 완도항과 신지대교 등 완도의 야경을 365일 감상할 수 있는 완도의 명소이다.
타워 1층에는 특산품 전시장과 크로마키 포토존, 휴게공간, 완도를 상징하는 여러 가지 영상을 보여주는 영상시설이 있다. 2층에는 이미지 벤치, 포토존, 완도의 인물 등으로 이루어져 있으며 관람객들이 사진을 촬영할 수 있는 전망데크가 마련되어 있다. 51.4m의 전망층에는 다도해의 아름다운 모습을 보여주는 영상모니터와 전망쌍안경이 설치되어 있어 청산도, 보길도, 노화도, 소안도, 신지도, 고금도 등을 한눈에 볼 수 있고, 맑은 날에는 제주도, 거문도까지도 볼 수 있다. 또한 전망층은 우주선이 떠있는 형상을 하고 있어 '우주선'이라는 별명이 붙어있다.

## 수상 내역
(사)한국산업디자이너협회가 주최한 '2009년 핀업 디자인 어워드'에서 전국의 공공 및 환경시설물을 대상으로 한 디자인평가에서 최고 작품상인 금상을 수상했다.